# Tomás Barris
Tomás Barris Ballestin (Barcelona, 1 de febrero de 1930 - Barcelona, 29 de octubre de 2023) fue un atleta español especializado en campo a través y pruebas de medio fondo. En su época fue considerado el mejor atleta de fondo y medio fondo español y entre los mejores europeos.

## Carrera deportiva

### Etapa Competitiva
Se inició en el mundo del atletismo de joven, en edad escolar, y en una prueba tan emblemática como la Jean Bouin. Esto fue el 1 de enero de 1947 y desde este momento todo fue una mejora continua en su carrera deportiva, tan solo unos pequeños problemas de falta de confianza le hicieron entrar en un pequeño bajón deportivo. Pero, con motivo de la celebración de los II Juegos del Mediterráneo que se celebraron en Barcelona, el Ayuntamiento de Barcelona y Juan Antonio Samaranch consiguieron que un entrenador de gran prestigio y con unos métodos innovadores estuviera durante 8 meses preparando a los atletas catalanes que participarían en estos juegos. Este entrenador era Olli Virho, que introdujo en España un tipo de entrenamiento más intensivo y planificado que el existente. Virho consiguió transmitir a Tomás Barris la confianza en sí mismo que le faltaba, convirtiéndolo en un atleta más seguro y a partir de entonces en el mejor especialista español de fondo y mediofondo de la época sin discusión.
Poco después, bajo el mecenazgo de Samaranch, pudo realizar viajes a Alemania, concretamente al Instituto de Educación Física de Friburgo, donde estaba el entrenador más prestigioso del momento, el alemán Woldemar Gerschler y su equipo compuesto entre otros por el doctor Hans Reindell y el psicoanalista Schilde. Tomás se adaptó perfectamente al exigente entrenamiento que no todos soportaban y comenzaron a llegar los éxitos internacionales.
En el encuentro internacional España-Alemania de 1957, ganó la prueba de 1500 metros lisos por delante del plusmarquista mundial, Werner Lueg. Esto hizo que las puertas de los mítines europeos se abrieran de par en par siendo el primer atleta español que compitió y ganó asiduamente en los grandes mítines europeos convirtiéndose en un atleta de renombre. Consiguió ganar en 58 encuentros internacionales, siendo actualmente el atleta español que más veces ha ganado en mítines internacionales.
Tomás Barris fue también el pionero del atletismo profesional en España y el primer atleta español en disponer de un mánager deportivo. Todo esto lo tuvo que hacer sin superar los ingresos máximos que marcaba la Federación Internacional de Atletismo Amateur (IAAF), que los situaba en 2 dólares diarios excluyendo gastos, viajes y alojamiento que podían ser pagados por el organizador; en caso de superar este límite, el atleta podía ser descalificado automáticamente e inhabilitado para la práctica del atletismo.
Su mejor marca la consiguió hacer en su prueba favorita, los 1500 metros lisos, en la ciudad de Turku. Su tiempo fue de 3'41"7 la 13.ª mejor marca de todos los tiempos, marca superior a las plusmarcas de países con una gran tradición atlética como Alemania, Italia, Francia o Noruega. Hay que valorar justamente esta gesta, y situarla en un tiempo en el que la práctica del atletismo era amateur, sin patrocinadores, con pocas ayudas institucionales, en pistas de ceniza y sin liebres que marcaran el ritmo para batir los récords y donde prácticamente nadie en España salía a correr fuera de ella.
Como atleta perteneció al CD Hispano-Francès, RCD Español y FC Barcelona.

### Entrenador Deportivo
Finalizada su etapa competitiva, Barris asistió a los cursos de Monitores Polideportivos, en el INEF de Esplugas de Llobregat, que le permitía impartir clases de deporte en los centos escolares. Posteriormente accedió a los cursos de entrenador nacional de atletismo en el INEF de Madrid en 1972. Al año siguiente habiendo superado con anterioridad los exámenes para entrenar a equipos de fútbol en las categorías juvenil y regional, superó la selección para acceder al Curso de Entrenador Nacional de Fútbol que se celebró en el INEF de Madrid, donde obtuvo el título que le habilitaba para entrenar a equipos de la 1ª División española de fútbol y siendo compañero de promoción de destacados exfutbolistas como Luis Aragonés, Paco Gento y Luis Costa.
Esta última faceta es la parte más desconocida para los aficionados al atletismo, y le permitió hacer una incursión en el mundo del fútbol, que duró diez años. Durante este período Barris desarrollo su trabajo como responsable máximo en clubs históricos del fútbol catalán. Su mayor éxito fue que consiguió llevar al CD L'Hospitalet a jugar la promoción de ascenso a la 2.ª división española contra la UD Salamanca, teniendo que jugar tres partidos, el último en el campo neutral de Las Gaunas en Logroño y donde perdieron por 2-1 en el último minuto. Los equipos que entrenó fueron los que se relacionan a continuación:
- CD Mataró
- CD Hospitalet
- CD Badalona
- CD Europa
- CD La Cava
- CD Santboià

Como entrenador demostró una gran polivalencia siendo entrenador de atletismo un año en el RCD Español y el CA Laietània de Mataró durante ocho años. Durante diez años fue entrenador de fútbol militando en los siguientes equipos, en el CD Mataró estuvo dos temporadas, en el CD L'Hospitalet 4 temporadas y una en cada uno de los siguientes equipos CD Badalona, CD Europa, C.D. La Cava y C.D. Santboià. Hizo incursiones en otros deportes como preparador físico, en el baloncesto desempeño la labor de preparador físico de la selección nacional, y en el rugby lo hizo en el CE Universitario de Barcelona, consiguiendo el único título que tiene el club en la sección de rugby.

## Mejores marcas[3]
- 800 metros lisos: 1'48"7 en Barcelona, el 12 de septiembre de 1959.
- 1000 metros lisos: 2'22"1 en Stuttgart, el 17 de mayo de 1958.
- 1500 metros lisos: 3'41"7 en Turku, el 29 de agosto de 1958.
- Milla: 4'03"2 en Turku, el 5 de agosto de 1958.
- 2000 metros lisos: 5'14"5 en Tolosa, el 22 de julio de 1961.
- 3000 metros lisos: 8'09"8 en Pargas, el 11 de julio de 1961.

## Galardones
- Medalla como Forjador de la Historia del deporte Catalán.
- Medalla como Pionero del deporte Catalán.
- Medalla de Plata al Mérito deportivo de la Federación Internacional de Atletismo (IAAF).
- Medalla de Plata al Mérito deportivo de la Ciudad de Barcelona.
- Medalla de Plata al Mérito deportivo de la Diputación de Barcelona.
- Medalla de Oro de la Federación Española de Atletismo.
- Medalla de Oro de la Federación Catalana de Atletismo.
- Copa Barón de Güell al mejor deportista español internacional en el año 1958.
- Cruz del Mérito Civil.
- Placa al "Mérito deportivo" de la UFEC.
- Placa de reconocimiento al mérito olímpico del COC.

## Palmarés
- Campeón de España de 800 metros lisos: 1955, 1957, 1959, 1960, 1961, 1962, 1963
- Campeón de España de 1500 metros lisos: 1955, 1956, 1957, 1958, 1959, 1961, 1962, 1963, 1964
- 34 plusmarcas absolutas de España en pista al aire libre (récord de la historia del atletismo español).
- Ganador de 58 encuentros internacionales (récord en la historia del atletismo español).
- Medallas de Oro y de Plata en los Juegos del Mediterráneo de Beirut y Nápoles.
- Medalla de Plata en los Juegos Iberoamericanos en Santiago de Chile y Madrid.
- Medalla de Bronce en los World Athletics Games en Helsinki.
- Subcampeón de España de campo a través en 1961.
- Campeón de Cataluña de campo a través en 1959, 1960, 1962.